# ЛаСал (окръг, Илинойс)
Окръг ЛаСал (на английски: LaSalle County) е окръг в щата Илинойс, Съединени американски щати. Площта му е 2973 km², а населението - 111 509 души (2000). Административен център е град Отава.